# 奥伦·E·朗
奥伦·埃塞尔伯特·朗（英語：Oren Ethelbirt Long，1889年3月4日—1965年5月6日）为美国政治人物，曾担任夏威夷领地第十任总督，后来又和邝友良一道成为夏威夷州最开始的两位联邦参议员。